# (4362) Carlisle
(4362) Carlisle est un astéroïde de la ceinture principale.

## Description
(4362) Carlisle est un astéroïde de la ceinture principale. Il fut découvert le 1er août 1978 à Bickley par l'Observatoire de Perth. Il présente une orbite caractérisée par un demi-grand axe de 2,24 UA, une excentricité de 0,10 et une inclinaison de 4,7° par rapport à l'écliptique.

## Compléments